# ピダーセン・デバイス

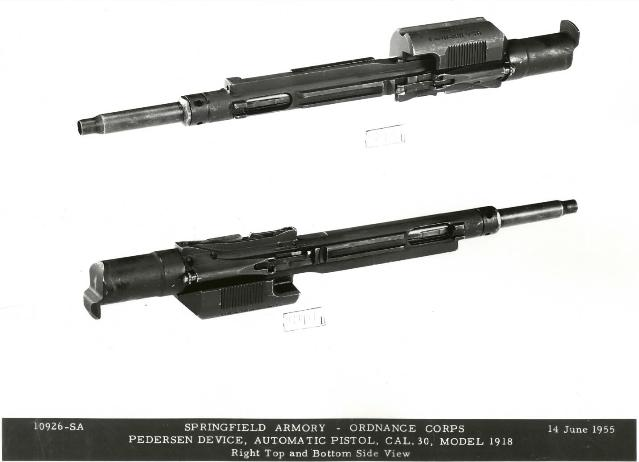
.30口径自動拳銃M1918（ピダーセン・デバイス）

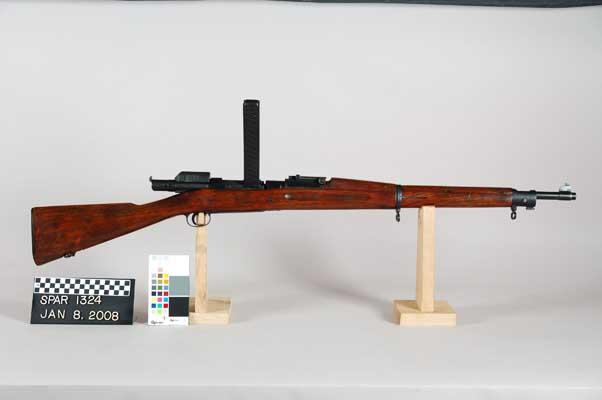
Mark I小銃に取り付けた状態

ピダーセン・デバイス（Pedersen device）は、第一次世界大戦中のアメリカ合衆国にて開発された火器である。アメリカ軍が当時主力歩兵銃として採用していたスプリングフィールドM1903小銃に取り付けることで、半自動小銃化することができた。レミントン社にて各種製品の設計に携わってきた銃器開発者、ジョン・ピダーセン技師によって考案された。秘密兵器と位置づけられており、本来の用途を秘匿するべく、.30口径自動拳銃M1918（Automatic Pistol, Caliber .30, Model of 1918）なる制式名称が与えられていた。また、開発者ピダーセン自身はオートマチックボルト（Automatic bolt）と称していた。
Mark I小銃として知られる小改造を施されたM1903小銃のボルトを引き抜き、代わりにピダーセン・デバイスを差し込むことで、.30-18弾（7.65x20mm）を射撃する半自動小銃となる。右側面から斜め上に伸びる着脱式箱型弾倉には40発の.30-18弾が装填されていた。これにより、.30-06スプリングフィールド弾を用いた長距離戦闘能力を維持しつつ、同時に.30-18弾を用いた近接戦闘能力を歩兵に付与することができた。
1919年に予定された大攻勢にて投入する計画が立てられていたものの、1918年11月に休戦協定が結ばれたため、実戦では使用されなかった。

## 歴史

### 背景

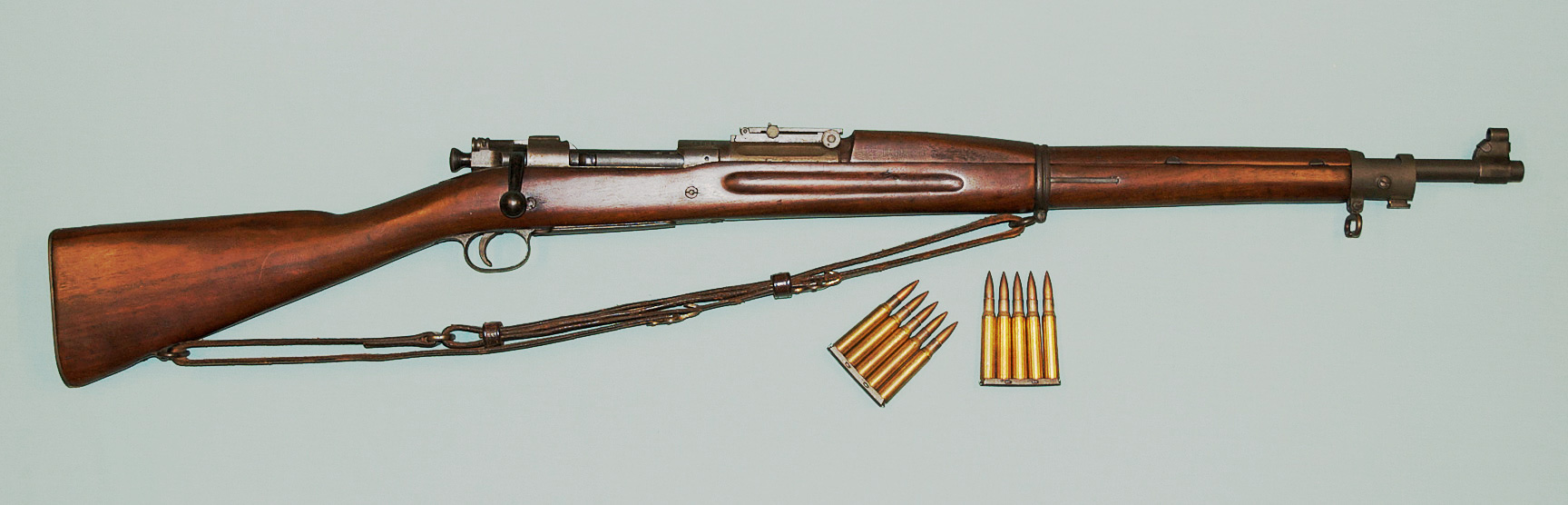
M1903小銃

1917年の第一次世界大戦参戦時、アメリカ軍はM1903小銃を主力歩兵銃として採用していたほか、その不足を補うためにM1917エンフィールドの調達が進められていた。こうしたボルトアクション式小銃は一般的な歩兵銃として世界各国で採用されていた一方、いくつかの共通した欠点も指摘されていた。射撃ごとにボルト操作を行う必要があることから速射性が限られていたこと、そして人間のほかに車両や航空機などに対する攻撃能力も兼ね備えることを期待されていた軍用小銃弾のエネルギーがしばしば過大であったことの2点である。当時は既に速射性に優れた各種自動小銃も開発されていたが、既存の軍用小銃弾を用いると反動の大きさや重量などが問題となり、歩兵銃の役割を代替することができなかった。
また、アメリカ軍が1916年から1917年にかけてのフランスにおける戦闘を分析すると、塹壕間の無人地帯を前進する時に最も歩兵の死傷率が高くなることが明らかになった。全ての歩兵に自動小銃を配備し、腰だめ射撃を行いながら前進する戦術、すなわち突撃射撃（Marching fire）を実施することが理想的な対策と考えられたが、一方でボルトアクション式歩兵銃の需要および汎用性を考慮すると、重量があり調達にも時間が掛かる自動小銃で置き換えることは現実的ではないともされていた。

### 開発
参戦に先立つ1916年末頃、ジョン・ピダーセン技師は、長年共に務めた同僚の工具設計者オリヴァー・H・ルーミス技師（Oliver H. Loomis）と共に、レミントン社イリノイ支部にていわゆるピダーセン・デバイスの開発に着手した。
1917年夏、ピダーセンは自らが手掛けた装置について秘密裏に審査を受けたい旨を武器省に打診した。この時点で装置の詳細については伏せられていたものの、既に有力な設計者として名を知られていたため、当局は申し出を受け入れた。10月8日、武器省長官ウィリアム・クロージャー将軍のほか、機密保持の宣誓を行った軍人および議員のグループを招き、ワシントンD.C.のコングレス・ハイツ射撃場にて審査が行われた。後に明かされたところによれば、ピダーセンはまず通常の操作でM1903小銃を数発射撃した後、突然ボルトを引き抜くと、腰に吊るしていた鞘からすばやく装置と弾倉を取り出して小銃に差し込み、半自動での速射を披露して観衆を驚かせたという。ピダーセン自身はこの装置を「オートマチックボルト」（Automatic bolt）と称していたが、彼の名を取ったピダーセン・デバイスという通称の方が広く使われた。
審査に招かれたオブザーバー、特に軍人らは従来のボルトアクション式歩兵銃が抱えた2つの重大問題を一挙に解決するピダーセン・デバイスに強い興味を示した。塹壕戦においては、高威力な小銃弾での射撃能力を維持しつつ高い速射能力を容易に付与するピダーセン・デバイスは、あらゆる局面での活用が期待できたのである。陸軍省は審査の結果を受け、11月に武器省士官J・C・ビーティ大尉（J.C. Beatty）をピダーセン・デバイスのサンプルとともにフランス戦線で指揮を執るジョン・パーシング将軍のもとへと派遣した。この時点までにピダーセン・デバイスは秘密兵器と位置づけられ、ビーティも派遣前に秘密保持の宣誓を行っている。12月9日にはパーシングのもとで審査が行われた。審査の結果を報告する書簡において、パーシングはピダーセン・デバイスを絶賛し、25,000丁分を早期に調達するように求めていた。

### 採用
パーシングの後押しを受けて制式採用されたピダーセン・デバイスには、単なる拳銃であるかの如く偽装して本来の用途を秘匿することを意図し、"Automatic Pistol, Caliber .30, Model of 1918"（1918年式.30口径自動拳銃）なる制式名称が与えられた。このため、「既に.45口径のM1911が成功を収めているのに、何故新たな.30口径拳銃を採用するのか」といった旨の批判が陸軍省に寄せられたという。
1918年3月26日、レミントン社が100,000丁分の製造契約を結ぶ。間もなく製造数は133,450丁分まで引き上げられた。製造設備を揃えるための資金は政府側から提供された。スプリングフィールド造兵廠では、ピダーセン・デバイスを取り付けるための小改造を加えたM1903小銃の製造に着手した。このモデルは機関部左側面に排莢口が設けられていたほか、銃床や引き金、弾倉部にはデバイス側のシアーなどと干渉を起こさないように切り欠きが設けられており、"U.S. Rifle, Caliber .30, Model of 1903, Mark I"という名称が与えられていた。一連の改造は.30-06スプリングフィールド弾の射撃に支障がない範囲で行われた。
陸軍省では1919年春に発動を予定された大攻勢にて大量のピダーセン・デバイスを投入する計画を立てていた。この際、攻勢までに十分なMark I小銃を確保することができないことが明らかになったため、より大量に調達されていたM1917小銃用のデバイス（Mark II）の開発をピダーセンに求めた。そのほか、レミントン社が外国との契約のもと製造していたモシン・ナガン小銃（ロシア）およびベルティエ小銃（フランス）向けにもピダーセン・デバイスを設計する計画があった。モシン・ナガン向けには少なくとも1つの試作品が製造されたものの、帝政崩壊を受けてプロジェクト自体が消滅した。ベルティエ小銃向けのモデルは検討こそされたが、実際に製造されたか定かではない。

### 戦後
結局、1918年11月11日に休戦協定が結ばれ、1919年の大攻勢を待たずに第一次世界大戦は終結した。契約が打ち切られる1919年3月1日までに、M1903小銃用のピダーセン・デバイスおよそ65,000丁分、弾倉およそ1,600,000個、弾薬およそ65,000,000発が製造された。M1917小銃用のMark IIデバイスの製造数は、レミントン社にて手作業で製造された数個の試作品のみだった。戦後は歩兵向け自動小銃の開発が活発になり、この中でピダーセン・デバイスおよびMark I小銃の各種審査も1920年頃までは続けられたが、他の試作自動小銃と比較した場合の威力不足や装備重量の増加、部品交換の手間などの欠点が指摘された。
1920年7月、ピダーセンはピダーセン・デバイスのアイデアを発展させた軍用コンビネーション銃の特許を出願した。ボルト交換の手間が指摘されていたことから、この新型銃では独立した銃身と引き金を有する小型短機関銃が小銃の銃身下に直接設けられていた。特許図面にはM1903小銃が描かれていたが、他の小銃にも転用可能なシステムであるとされていた。1924年に特許取得が認められたものの、実際にこの銃が製造されたかは不明である。
1931年4月には保管費用の削減のために全てのピダーセン・デバイス、弾倉、弾薬を焼却の上でスクラップとして処分することが決定された。焼却時には完全に破壊するため、集積したデバイスに大量のガソリンと燃料油を浴びせ、数日間燃やし続けられた。
1937年からはスプリングフィールド造兵廠によるMark I小銃の回収が始まり、部品を通常のものに交換した上で歩兵銃として再利用された。刻印や排莢口などMark I小銃の痕跡を残したM1903小銃は、主に州兵部隊の訓練に用いられた。機密指定が解除される1931年までピダーセン・デバイスの存在が伏せられていたこともあり、当時こうした痕跡の由来を理解する兵士はごく僅かだったという。
現存品は極めて少なく、多くても100個程度と予想されている。政府当局の資料や博物館の所蔵品として公的に保管されたもののほか、処分前に何らかの方法で盗み出されたもの、処分時の焼け残りから回収されたもの、スクラップを組み合わせて再生されたものなどもわずかに現存する。鞘や弾倉、ポーチなどの付属品はデバイス本体以上に希少である。

## 構造

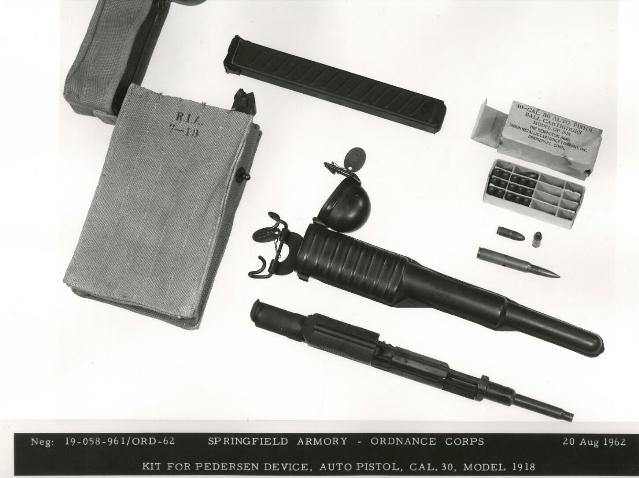
ピダーセン・デバイスおよび付属品

ピダーセン・デバイスの構造は、ブローバック式のピストルとよく似ていた。Mark I小銃（改修済M1903小銃）の弾倉部に設けられた切り欠きに合わせて固定すると、小銃の引き金がデバイスのシアーと噛み合うため、小銃の引き金を引くことでデバイスが発砲されるのである。デバイスの銃身は、小銃の薬室に収まるように.30-06弾の薬莢と同じ形状をしていた。ボルトからデバイスへの交換は15秒程度で可能だった。
専用弾として1918年式.30口径自動拳銃用通常弾（Caliber .30 Auto-Pistol, Ball Cartridge, Model of 1918）、いわゆる.30-18弾が考案された。銃口初速は1,300 ft/sで、当然.30-06弾ほどの威力はなかったものの、有効射程は400ヤードとされ、速射性に優れていた。より高威力な弾も試作されたが、薬莢長の問題から採用されなかった。
.30-18弾40発を収める弾倉は右斜め上45度に差し込まれ、照準器は小銃のものをそのまま使用する。5発ごとに残弾を確認するための穴が設けられていた。1人あたり400発（弾倉10個）の.30-18弾を携行することとされていた。
デバイスを持ち運ぶための金属製の鞘、M1903小銃のボルトを入れるためのカンバス製ポーチ、弾倉5個を収納するカンバス製ポーチが付属した。これらは標準的な歩兵用弾帯に取り付けることができた。